# Ricart-España

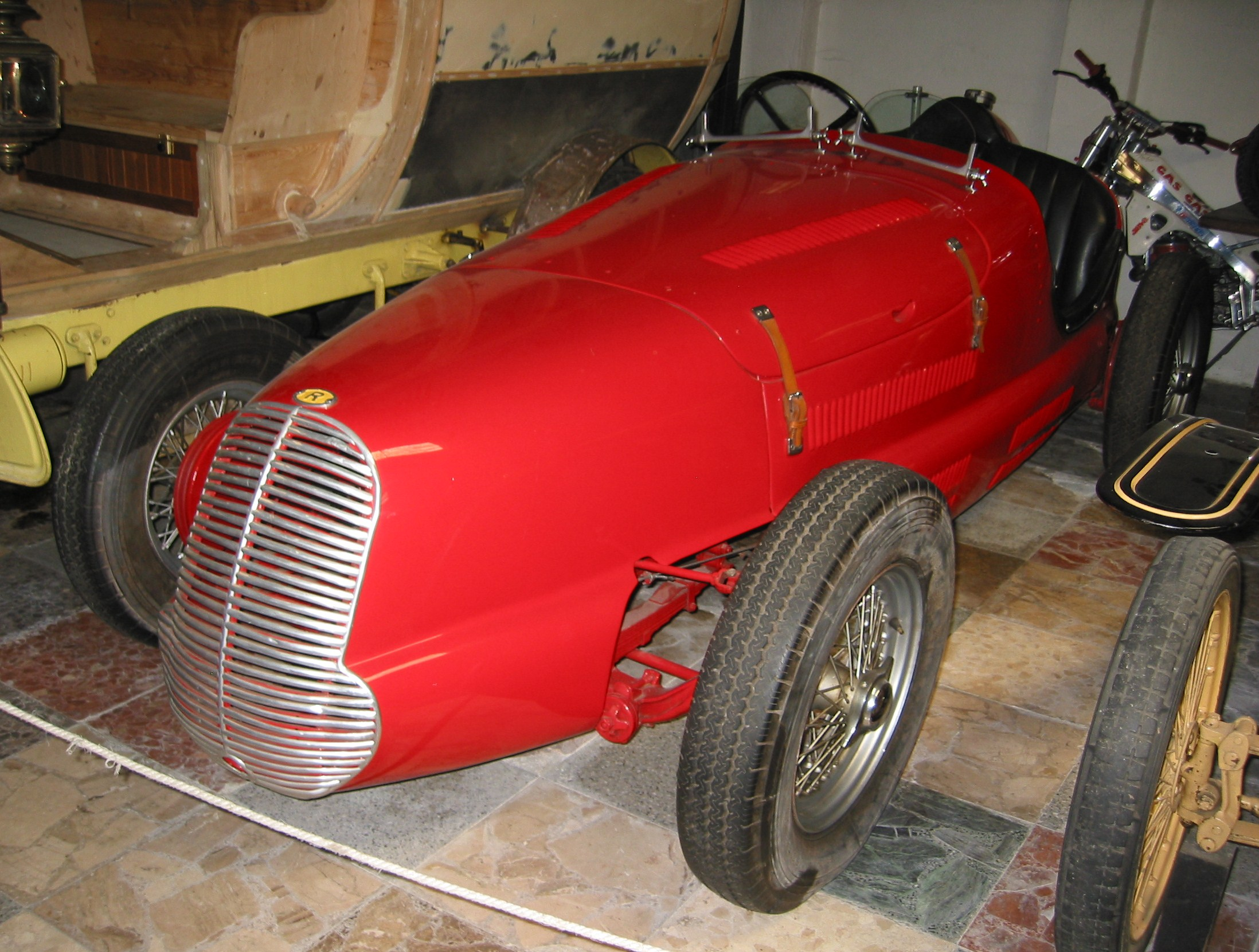
Ricart-España de 1929

Ricart-España fou una marca catalana d'automòbils, fabricats per l'empresa Industrial Nacional Metalúrgica a Barcelona entre 1928 i 1930. L'empresa, amb fàbrica al barri de Sant Andreu, fou fundada per l'enginyer Vilfred Ricart i l'empresari Felipe Batlló, propietari de la marca d'automòbils España. Els Ricart-España eren cotxes de luxe amb sis cilindres i 2.400 cc, alguns dels quals varen ser adoptats pel govern espanyol per a usos diplomàtics. N'hi hagué també una versió esportiva de 1.500 cc amb compressor que competí en algunes curses a l'Autòdrom de Terramar.
El 1930, la firma cessà les seves activitats quan el general Berenguer va suprimir els avantatges duaners de què disposaven i entraren en crisi financera.